# Димитър Ганчев (революционер)
Вижте пояснителната страница за други личности с името Димитър Ганчев.
Димитър (Димо) Ганчев е български революционер, деец на Вътрешната македоно-одринска революционна организация.

## Биография
Ганчев е роден в 21 март 1875 година в Русе. След завършване на гимназия в Русе учи естествени науки в Женевския университет, Швейцария. В 1897 година става член на член на така наречената Женевска група – анархистки революционен кръжок, начело с Михаил Герджиков и Петър Манджуков.
В 1901 година, с помощта на приятеля си Гоце Делчев, Ганчев успява да се сдобие с назначение в българското педагогоческо училище в Скопие. В Скопие Ганчев става член на ВМОРО и в 1902 година е избран за член на Скопския окръжен революционен комитет.
Ганчев е делегат е от Скопския окръг на Солунския конгрес в началото на 1903 година, на който се взима решението за въстание. Ганчев е против прибързаните действия, но в крайна сметка подписва решението за въстание. По време на Илинденско-Прображенското въстание е в Скопие. В началото на септември е арестуван и е осъден на 101 години затвор. Според османските документи учител Димитри от Русчук, населен в Скопие като учител е българин, православен, арестуван на 7 юни 1903 година, обвинен, че „присъединявайки се към българските бунтовници и преобличайки се, заминал и се скрил в скопското село Долно Сълне за започване на въоръжени бунтовнически действия и употреба на оръжие против жандармерията“. Осъден е на доживотен затвор. Лежи в Скопския затвор. Амнистиран е с общата амнистия от 12 април 1904 година.
Екстрадиран в България, Ганчев става учител в Разград.
При избухването на Балканската война, Ганчев постъпва като доброволец в Българската армия и загива на 17 октомври 1912 година в сраженията при Бунархисар.